# Massa Veternensis
Massa Veternensis va ser una ciutat d'Etrúria situada a unes dotze milles romanes del mar, en un turó que domina la plana de Maremma. És la moderna Massa Marittima.
No la menciona cap autor llatí abans d'Ammià Marcel·lí al segle iv, que diu que va ser el lloc de naixement de l'emperador Constanci Gal. Durant l'edat mitjana era la seu d'un bisbe. La ciutat era probablement d'origen etrusc o estava situada a la vora d'una ciutat etrusca (que s'hauria anomenat Veternum). A la rodalia, a Poggio di Vetreta s'han trobat restes etrusques.